# Kramatan
Kramatan is een bestuurslaag in het regentschap Wonosobo van de provincie Midden-Java, Indonesië. Kramatan telt 2744 inwoners (volkstelling 2010).